# Aphis illinoisensis
Aphis illinoisensis är en insektsart som beskrevs av Shimer 1866. Aphis illinoisensis ingår i släktet Aphis och familjen långrörsbladlöss. Inga underarter finns listade i Catalogue of Life.